# Sarkastodon
Sarkastodon là một chi tuyệt chủng trong họ Oxyaenidae sống trong thế Eocen, khoảng 35 triệu năm trước. Nó là một động vật ăn thịt lớn sống ở nơi mà ngày nay là Mông Cổ. Sarkastodon được giả định có hình thể giống gấu, mặc dù chỉ có hộp sọ và xương hàm được tìm thấy. Sarkastodon, như creodonta nói chung, có thể là một động vật có vú lớn săn mồi trong phạm vi của nó vào Hậu Eocen, con mồi chẳng hạn như brontotheriidae, chalicotheriidae và tê giác.